# Onur Seyit Yaran
Onur Seyit Yaran (* 13. Januar 1995 in Istanbul) ist ein türkischer Schauspieler und Model.

## Leben und Karriere
Yaran wurde am 13. Januar 1995 in Istanbul geboren. 2016 nahm er an dem Wettbewerb Best Model of Turkey teil und er bekam den ersten Platz. Sein Debüt gab er 2017 in der Fernsehserie Kalk Gidelim. Von 2019 bis 2020 war Yaran in Vuslat zu sehen. Seit 2021 spielt er in der Serie Kardeşlerim die Hauptrolle. Außerdem gewann er mit Su Burcu Yazgı Coşkun die Auszeichnung Altın Kelebek Ödül als "Bestes Serienpaar".

## Filmografie
Serien
- 2017–2019: Kalk Gidelim
- 2019–2020: Vuslat
- 2021–2024: Kardeşlerim
- 2024–2024: Yan Oda